# Christian Engström
Pour les articles homonymes, voir Delli.
Lars Christian Engström, né le 9 février 1960 à Stockholm, est un programmeur informatique, activiste et homme politique suédois. Vice-président du Parti pirate suédois, il était tête de liste aux élections européennes de juin 2009. Son parti a remporté un score de 7 % et il siège donc au Parlement européen, il intègre le groupe Verts-ALE.

## Éducation et carrière
Christian Engström est né à Stockholm. Il fit des études de mathématiques et d'informatique à l'Université de Stockholm et obtint une licence en 1983. Pendant ses études, Engström faisait du tutorat à l'université et enseignait la Programmation orientée objet sous simula. À partir de 1978, il a également travaillé à mi-temps en tant que développeur dans une petite société spécialisée dans la recherche de similarités phonétiques pour des noms de marques. Après avoir terminé ses études, il fut embauché à temps plein dans cette société et y devint associé en 1987 puis vice-président en 1991. En 1997, la société a été vendue à CompuMark, la société de recherche de marque numéro un en Europe. Il y travailla jusque 2001 puis quitta la société pour fonder son propre cabinet de conseil : Glindra AB.

## Engagements
Christian Engström fut militant bénévole pendant cinq ans au sein de l'association pour une infrastructure de l'information libre (FFII) et fit partie du groupe de pression contre la brevetabilité du logiciel. Il s'engagea dans la campagne contre la directive sur le brevet des logiciels qui fut rejetée par le Parlement européen le 6 juillet 2005. Il cofonda également la section suédoise de la FFII et en fut le vice-président lors de la première année.
À la fin des années 1980, il devint membre du Parti du peuple - Les Libéraux et fut actif notamment dans la politique locale de Bromma. Il quitta ce parti le 1er janvier 2006, peu après la fondation du Parti pirate.
Engström est marié et a un fils ; il vit avec sa famille à Nacka dans la banlieue de Stockholm.